# Autovetor generalizado
Em álgebra linear, um autovetor generalizado (em inglês:  generalized eigenvector) de uma matriz quadrada {\displaystyle A} de ordem n é um vetor de ordem n que satisfaz certos critérios que são mais fracos que aqueles de um autovetor ordinário.
Seja {\displaystyle V} um espaço vetorial n-dimensional; seja {\displaystyle \phi } uma transformação linear em L(V), o conjunto de todas as transformações lineares de {\displaystyle V} sobre si mesmo; e seja {\displaystyle A} a representação matricial de {\displaystyle \phi } em relação a alguma base ordenada.
Pode não haver sempre um conjunto completo de n autovetores linearmente independentes de {\displaystyle A} que formam uma base completa de {\displaystyle V}. Isto é, a matriz {\displaystyle A} pode não ser diagonalizável. Isto ocorre quando a multiplicidade algébrica de pelo menos um autovalor {\displaystyle \lambda _{i}} é maior que sua multiplicidade geométrica (a nulidade da matriz {\displaystyle (A-\lambda _{i}I)}, ou a dimensão de seu espaço nulo). Neste caso, {\displaystyle \lambda _{i}} é denominado um autovalor defectivo e {\displaystyle A} é denominada uma matriz defectiva.
Um  autovetor generalizado {\displaystyle x_{i}} correspondendo a {\displaystyle \lambda _{i}}, juntamente com a matriz {\displaystyle (A-\lambda _{i}I)}, gera uma cadeia de Jordan de autovetores generalizados linearmente independentes que formam uma base para um subespaço invariante de {\displaystyle V}.
Usando autovetores generalizados, um conjunto de autovetores linearmente independentes de {\displaystyle A} pode ser estendido para uma base completa para {\displaystyle V}. Esta base pode ser usada para determinar uma matriz quasi-diagonal {\displaystyle J} em forma canônica de Jordan, semelhante a {\displaystyle A}, que é de uso prático no cálculo de certas funções matriciais de {\displaystyle A}. A matriz {\displaystyle J} é também útil na solução de sistemas de equações diferenciais ordinárias {\displaystyle \mathbf {x} '=A\mathbf {x} ,} onde {\displaystyle A} não precisa ser diagonalizável.

## Visão geral e definição
Existem diversas formas equivalentes de definir um autovetor ordinário. Para nossos propósito aqui, um autovetor{\displaystyle \mathbf {u} } associado com um autovalor {\displaystyle \lambda } de uma matriz {\displaystyle A} de ordem {\displaystyle n} × {\displaystyle n} é um vetor não nulo para o qual {\displaystyle (A-\lambda I)\mathbf {u} =\mathbf {0} }, sendo {\displaystyle I} a matriz identidade {\displaystyle n} × {\displaystyle n} e {\displaystyle \mathbf {0} } o vetor nulo de ordem {\displaystyle n}.  Isto é, {\displaystyle \mathbf {u} } é o núcleo da transformação linear {\displaystyle (A-\lambda I)}. Se {\displaystyle A} tem {\displaystyle n} autovetores linearmente independentes, então {\displaystyle A} é similar a uma matriz diagonal {\displaystyle D}. Isto é, existe uma matriz inversível {\displaystyle M} tal que {\displaystyle A} é diagonalizável através da transformação similar {\displaystyle D=M^{-1}AM}.  A matriz {\displaystyle D} é denominada matriz espectral de {\displaystyle A}. A matriz {\displaystyle M} é denominada matriz modal de {\displaystyle A}. Matrizes diagonalizáveis são de particular interesse, por funções matriciais poderem ser facilmente computadas.
De outro modo, se {\displaystyle A} não tem {\displaystyle n} autovetores linearmente independentes associados, então {\displaystyle A} não é diagonalizável.
Definição:  Um vetor {\displaystyle \mathbf {x} _{m}} é um autovetor generalizado de grau m da matriz {\displaystyle A} e correspondente ao autovalor {\displaystyle \lambda } se
{\displaystyle (A-\lambda I)^{m}\mathbf {x} _{m}=\mathbf {0} }
mas
{\displaystyle (A-\lambda I)^{m-1}\mathbf {x} _{m}\neq \mathbf {0} .} 
Claramente, um autovetor generalizado de grau 1 é um autovetor ordinário. Toda matriz {\displaystyle A} {\displaystyle n} × {\displaystyle n} tem {\displaystyle n} autovetores generalizados linearmente independentes associados a ela e pode ser mostrado ser similar a uma matriz "quase diagonal" {\displaystyle J} na forma normal de Jordan. Isto é, existe uma matriz inversível {\displaystyle M} tal que {\displaystyle J=M^{-1}AM}. A matriz {\displaystyle M} neste caso é denominada uma matriz modal generalizada de {\displaystyle A}. Se {\displaystyle \lambda } é um autovalor de multiplicidade algébrica {\displaystyle \mu }, então {\displaystyle A} terá {\displaystyle \mu } autovetores generalizados linearmente independentes correspondendo a {\displaystyle \lambda }. Este resultado, por sua vez, fornece um método direto para o cálculo de funções matriciais de {\displaystyle A}.
Nota: Para uma matriz {\displaystyle A} de ordem {\displaystyle n\times n} sobre um corpo {\displaystyle F} poder ser expressa na forma normal de Jordan, todos os autovalores de {\displaystyle A} devem estar em {\displaystyle F}. Isto é, o polinômio característico {\displaystyle f(x)} deve ser fatorado completamente em fatores lineares. Por exemplo, se {\displaystyle A} tem elementos pertencentes ao conjunto dos números reais, então pode ser necessário que os autovalores e as componentes dos autovetores tenham valores complexos.
O conjunto gerado por todos os autovetores generalizados para um dado {\displaystyle \lambda } forma o autoespaço generalizado para  {\displaystyle \lambda }.

## Exemplos
Aqui estão alguns exemplos para ilustrar o conceito de autovetores generalizados. Alguns dos detalhes são descritos depois.

### Exemplo 1
Este exemplo é simples mas ilustra claramente o problema. Este tipo de matriz é usado frequentemente em livros-texto.
Seja
{\displaystyle A={\begin{pmatrix}1&1\\0&1\end{pmatrix}}.}
Então existe apenas um autovalor, {\displaystyle \lambda =1}, sendo sua multiplicidade algébrica m = 2.
Note que esta matriz está na forma normal de Jordan, mas não é diagonal. Portanto, esta matriz não é diagonalizável. Como há uma superdiagonal, existe um autovetor generalizado de ordem maior que 1 (ou pode-se notar que o espaço vetorial {\displaystyle V} é de dimensão 2, devendo assim existir no mínimo um autovetor generalizado de grau maior que 1). Alternativamente, pode ser computada a dimensão do núcleo (espaço nulo) de {\displaystyle A-\lambda I} como sendo p = 1, e assim existem m – p = 1 autovetores generalizados de grau maior que 1.
O autovetor ordinário {\displaystyle \mathbf {v} _{1}={\begin{pmatrix}1\\0\end{pmatrix}}} é computado da forma usual. Usando este autovetor é computado o autovetor generalizado {\displaystyle \mathbf {v} _{2}} resolvendo
{\displaystyle (A-\lambda I)\mathbf {v} _{2}=\mathbf {v} _{1}.}
Explicitando os valores:
{\displaystyle \left({\begin{pmatrix}1&1\\0&1\end{pmatrix}}-1{\begin{pmatrix}1&0\\0&1\end{pmatrix}}\right){\begin{pmatrix}v_{21}\\v_{22}\end{pmatrix}}={\begin{pmatrix}0&1\\0&0\end{pmatrix}}{\begin{pmatrix}v_{21}\\v_{22}\end{pmatrix}}={\begin{pmatrix}1\\0\end{pmatrix}}.}
Isto se simplifica como
{\displaystyle v_{22}=1.}
O elemento {\displaystyle v_{21}} não tem restrições. O autovetor generalizado de grau 2 é então {\displaystyle \mathbf {v} _{2}={\begin{pmatrix}a\\1\end{pmatrix}}}, onde a pode assumir qualquer valor escalar. A escolha a = 0 é usualmente a mais simples.
Note que
{\displaystyle (A-\lambda I)\mathbf {v} _{2}={\begin{pmatrix}0&1\\0&0\end{pmatrix}}{\begin{pmatrix}a\\1\end{pmatrix}}={\begin{pmatrix}1\\0\end{pmatrix}}=\mathbf {v} _{1},}
tal que {\displaystyle \mathbf {v} _{2}} é um autovetor generalizado,
{\displaystyle (A-\lambda I)\mathbf {v} _{1}={\begin{pmatrix}0&1\\0&0\end{pmatrix}}{\begin{pmatrix}1\\0\end{pmatrix}}={\begin{pmatrix}0\\0\end{pmatrix}}=\mathbf {0} ,}
tal que {\displaystyle \mathbf {v} _{1}} é um autovetor ordinário, e que {\displaystyle \mathbf {v} _{1}} e {\displaystyle \mathbf {v} _{2}} são linearmente independentes e constituem assim uma base para o espaço vetorial {\displaystyle V}.

### Exemplo 2
Este exemplo é mais elaborado que o Exemplo 1. Infelizmente é dificultoso elaborar um exemplo interessante de baixa ordem.
A matriz
{\displaystyle A={\begin{pmatrix}1&0&0&0&0\\3&1&0&0&0\\6&3&2&0&0\\10&6&3&2&0\\15&10&6&3&2\end{pmatrix}}}
tem autovalores {\displaystyle \lambda _{1}=1} e {\displaystyle \lambda _{2}=2} com multiplicidades algébricas {\displaystyle \mu _{1}=2} e {\displaystyle \mu _{2}=3}, mas multiplicidades geométricas {\displaystyle \gamma _{1}=1} e {\displaystyle \gamma _{2}=1}.
Os autoespaços generalizados de {\displaystyle A} são calculados abaixo.
{\displaystyle \mathbf {x} _{1}} é o autovetor ordinário associado com {\displaystyle \lambda _{1}}.
{\displaystyle \mathbf {x} _{2}} é um autovetor generalizado associado com {\displaystyle \lambda _{1}}.
{\displaystyle \mathbf {y} _{1}} é o autovetor ordinário associado com {\displaystyle \lambda _{2}}.
{\displaystyle \mathbf {y} _{2}} e {\displaystyle \mathbf {y} _{3}} são autovetores generalizados associados com {\displaystyle \lambda _{2}}.
{\displaystyle (A-1I)\mathbf {x} _{1}={\begin{pmatrix}0&0&0&0&0\\3&0&0&0&0\\6&3&1&0&0\\10&6&3&1&0\\15&10&6&3&1\end{pmatrix}}{\begin{pmatrix}0\\3\\-9\\9\\-3\end{pmatrix}}={\begin{pmatrix}0\\0\\0\\0\\0\end{pmatrix}}=\mathbf {0} ,}
{\displaystyle (A-1I)\mathbf {x} _{2}={\begin{pmatrix}0&0&0&0&0\\3&0&0&0&0\\6&3&1&0&0\\10&6&3&1&0\\15&10&6&3&1\end{pmatrix}}{\begin{pmatrix}1\\-15\\30\\-1\\-45\end{pmatrix}}={\begin{pmatrix}0\\3\\-9\\9\\-3\end{pmatrix}}=\mathbf {x} _{1},}
{\displaystyle (A-2I)\mathbf {y} _{1}={\begin{pmatrix}-1&0&0&0&0\\3&-1&0&0&0\\6&3&0&0&0\\10&6&3&0&0\\15&10&6&3&0\end{pmatrix}}{\begin{pmatrix}0\\0\\0\\0\\9\end{pmatrix}}={\begin{pmatrix}0\\0\\0\\0\\0\end{pmatrix}}=\mathbf {0} ,}
{\displaystyle (A-2I)\mathbf {y} _{2}={\begin{pmatrix}-1&0&0&0&0\\3&-1&0&0&0\\6&3&0&0&0\\10&6&3&0&0\\15&10&6&3&0\end{pmatrix}}{\begin{pmatrix}0\\0\\0\\3\\0\end{pmatrix}}={\begin{pmatrix}0\\0\\0\\0\\9\end{pmatrix}}=\mathbf {y} _{1},}
{\displaystyle (A-2I)\mathbf {y} _{3}={\begin{pmatrix}-1&0&0&0&0\\3&-1&0&0&0\\6&3&0&0&0\\10&6&3&0&0\\15&10&6&3&0\end{pmatrix}}{\begin{pmatrix}0\\0\\1\\-2\\0\end{pmatrix}}={\begin{pmatrix}0\\0\\0\\3\\0\end{pmatrix}}=\mathbf {y} _{2}.}
Isto resulta em uma base para cada um dos autoespaços generalizados de {\displaystyle A}. Juntamente as duas cadeias de autovetores generalizados cobrem o espaço de todo os vetores colunas 5-dimensionais.
{\displaystyle \left\{\mathbf {x} _{1},\mathbf {x} _{2}\right\}=\left\{{\begin{pmatrix}0\\3\\-9\\9\\-3\end{pmatrix}}{\begin{pmatrix}1\\-15\\30\\-1\\-45\end{pmatrix}}\right\},\left\{\mathbf {y} _{1},\mathbf {y} _{2},\mathbf {y} _{3}\right\}=\left\{{\begin{pmatrix}0\\0\\0\\0\\9\end{pmatrix}}{\begin{pmatrix}0\\0\\0\\3\\0\end{pmatrix}}{\begin{pmatrix}0\\0\\1\\-2\\0\end{pmatrix}}\right\}.}
Uma matriz "quasi-diagonal" {\displaystyle J} na forma normal de Jordan, similar a {\displaystyle A} é obtida como segue:
{\displaystyle M={\begin{pmatrix}\mathbf {x} _{1}&\mathbf {x} _{2}&\mathbf {y} _{1}&\mathbf {y} _{2}&\mathbf {y} _{3}\end{pmatrix}}={\begin{pmatrix}0&1&0&0&0\\3&-15&0&0&0\\-9&30&0&0&1\\9&-1&0&3&-2\\-3&-45&9&0&0\end{pmatrix}},}
{\displaystyle J={\begin{pmatrix}1&1&0&0&0\\0&1&0&0&0\\0&0&2&1&0\\0&0&0&2&1\\0&0&0&0&2\end{pmatrix}},}
onde {\displaystyle M} é uma matriz modal generalizada para {\displaystyle A}, as colunas de {\displaystyle M} são uma base canônica para {\displaystyle A}, e {\displaystyle AM=MJ}.

## Cadeias de Jordan
Definição: Seja {\displaystyle \mathbf {x} _{m}} um autovetor generalizado de grau m correspondente à matriz {\displaystyle A} e o autovalor {\displaystyle \lambda }. A cadeia gerada por {\displaystyle \mathbf {x} _{m}} é um conjunto de vetores {\displaystyle \left\{\mathbf {x} _{m},\mathbf {x} _{m-1},\dots ,\mathbf {x} _{1}\right\}} dado por

| {\displaystyle \mathbf {x} _{m-1}=(A-\lambda I)\mathbf {x} _{m},} {\displaystyle \mathbf {x} _{m-2}=(A-\lambda I)^{2}\mathbf {x} _{m}=(A-\lambda I)\mathbf {x} _{m-1},} {\displaystyle \mathbf {x} _{m-3}=(A-\lambda I)^{3}\mathbf {x} _{m}=(A-\lambda I)\mathbf {x} _{m-2},} {\displaystyle \vdots } {\displaystyle \mathbf {x} _{1}=(A-\lambda I)^{m-1}\mathbf {x} _{m}=(A-\lambda I)\mathbf {x} _{2}.} | \| \| \| \| \| \| \| \| | (1) |
| |                         |     |
| |                         |     |
Assim, em geral

| {\displaystyle \mathbf {x} _{j}=(A-\lambda I)^{m-j}\mathbf {x} _{m}=(A-\lambda I)\mathbf {x} _{j+1}\qquad (j=1,2,\dots ,m-1).} | \| \| \| \| \| \| \| \| | (2) |
| |                         |     |
| |                         |     |
O vetor {\displaystyle \mathbf {x} _{j}}, dado pela Eq. (2), é um autovetor generalizado de grau j correspondente ao autovalor {\displaystyle \lambda }. Uma cadeia e um conjunto linearmente independente de vetores.

## Base canônica
Definição: Um conjunto de n autovetores generalizados linearmente independentes é uma base canônica se for composto inteiramente de cadeias de Jordan.
Então, uma vez determinado que um autovetor generalizado de posto m é uma base canônica, segue que os m-1 vetores {\displaystyle \mathbf {x} _{m-1},\mathbf {x} _{m-2},\ldots ,\mathbf {x} _{1}}que estão na cadeia de Jordan, gerados por {\displaystyle \mathbf {x} _{m}}. também estão em base canônica.
Dado {\displaystyle \lambda _{i}} um autovalor de {\displaystyle A} de multiplicidade algébrica Primeiro, determine os postos das matrizes {\displaystyle (A-\lambda _{i}I),(A-\lambda _{i}I)^{2},\ldots ,(A-\lambda _{i}I)^{m_{i}}}.  O inteiro {\displaystyle m_{i}} é definido como o primeiro inteiro para o qual {\displaystyle (A-\lambda _{i}I)^{m_{i}}} possui posto {\displaystyle n-\mu _{i}} (n sendo o número de linhas e colunas de {\displaystyle A}, isto é, {\displaystyle A} é n × n).
Então define-se:
{\displaystyle \rho _{k}=rank(A-\lambda _{i}I)^{k-1}-rank(A-\lambda _{i}I)^{k}\qquad (k=1,2,\ldots ,m_{i}).}
A variável {\displaystyle \rho _{k}} designa o número de autovetores generalizados linearmente independentes de posto k correspondendo ao autovalor {\displaystyle \lambda _{i}} que aparecerá em uma base canônica de {\displaystyle A}.  Observa-se que:
{\displaystyle rank(A-\lambda _{i}I)^{0}=rank(I)=n}.

## Cálculo de autovetores generalizados
Nas seções precedentes vimos técnicas para obter n autovetores generalizados linearmente independentes de uma base canônica para o espaço vetorial {\displaystyle V} associado com uma matriz n × n {\displaystyle A}. Estas técnicas podem ser combinadas em um procedimento:
Resolva a equação característica de {\displaystyle A} para os autovalores {\displaystyle \lambda _{i}} e suas multiplicidades algébricas {\displaystyle \mu _{i}};
Para cada {\displaystyle \lambda _{i}:}
Determine {\displaystyle n-\mu _{i}};
Determine {\displaystyle m_{i}};
Determine {\displaystyle \rho _{k}} para {\displaystyle (k=1,\ldots ,m_{i})};
Determine cada cadeia de Jordan para  {\displaystyle \lambda _{i}}.

### Exemplo 3
A matriz
{\displaystyle A={\begin{pmatrix}5&1&-2&4\\0&5&2&2\\0&0&5&3\\0&0&0&4\end{pmatrix}}}
tem um autovalor {\displaystyle \lambda _{1}=5} de multiplicidade algébrica {\displaystyle \mu _{1}=3} e um autovalor {\displaystyle \lambda _{2}=4} de multiplicidade algébrica {\displaystyle \mu _{2}=1}.  Temos n = 4. Para {\displaystyle \lambda _{1}} temos {\displaystyle n-\mu _{1}=4-3=1}.
{\displaystyle (A-5I)={\begin{pmatrix}0&1&-2&4\\0&0&2&2\\0&0&0&3\\0&0&0&-1\end{pmatrix}},\qquad posto(A-5I)=3.}
{\displaystyle (A-5I)^{2}={\begin{pmatrix}0&0&2&-8\\0&0&0&4\\0&0&0&-3\\0&0&0&1\end{pmatrix}},\qquad posto(A-5I)^{2}=2.}
{\displaystyle (A-5I)^{3}={\begin{pmatrix}0&0&0&14\\0&0&0&-4\\0&0&0&3\\0&0&0&-1\end{pmatrix}},\qquad posto(A-5I)^{3}=1.}
O primeiro inteiro {\displaystyle m_{1}} para o qual {\displaystyle (A-5I)^{m_{1}}} tem posto {\displaystyle n-\mu _{1}=1} é {\displaystyle m_{1}=3}.
Definimos agora
{\displaystyle \rho _{3}=posto(A-5I)^{2}-posto(A-5I)^{3}=2-1=1,}
{\displaystyle \rho _{2}=posto(A-5I)^{1}-posto(A-5I)^{2}=3-2=1,}
{\displaystyle \rho _{1}=posto(A-5I)^{0}-posto(A-5I)^{1}=4-3=1.}
Consequentemente, existem três autovetores generalizados linearmente independentes; cada qual de postos 3, 2 a 1. Como {\displaystyle \lambda _{1}} corresponde a uma simples cadeia de três autovetores generalizados linearmente independentes, sabemos que existe um autovetor generalizado {\displaystyle \mathbf {x} _{3}} de posto 3 correspondente a {\displaystyle \lambda _{1}} tal que

| {\displaystyle (A-5I)^{3}\mathbf {x} _{3}=\mathbf {0} } | \| \| \| \| \| \| \| \| | (3) |
|                                                         |                         |     |
|                                                         |                         |     |
mas

| {\displaystyle (A-5I)^{2}\mathbf {x} _{3}\neq \mathbf {0} .} | \| \| \| \| \| \| \| \| | (4) |
|                                                              |                         |     |
|                                                              |                         |     |
As equações (3) e (4) representam sistemas lineares que podem ser resolvidos para {\displaystyle \mathbf {x} _{3}}. Seja
{\displaystyle \mathbf {x} _{3}={\begin{pmatrix}x_{31}\\x_{32}\\x_{33}\\x_{34}\end{pmatrix}}.}
Então
{\displaystyle (A-5I)^{3}\mathbf {x} _{3}={\begin{pmatrix}0&0&0&14\\0&0&0&-4\\0&0&0&3\\0&0&0&-1\end{pmatrix}}{\begin{pmatrix}x_{31}\\x_{32}\\x_{33}\\x_{34}\end{pmatrix}}={\begin{pmatrix}14x_{34}\\-4x_{34}\\3x_{34}\\-x_{34}\end{pmatrix}}={\begin{pmatrix}0\\0\\0\\0\end{pmatrix}}}
e
{\displaystyle (A-5I)^{2}\mathbf {x} _{3}={\begin{pmatrix}0&0&2&-8\\0&0&0&4\\0&0&0&-3\\0&0&0&1\end{pmatrix}}{\begin{pmatrix}x_{31}\\x_{32}\\x_{33}\\x_{34}\end{pmatrix}}={\begin{pmatrix}2x_{33}-8x_{34}\\4x_{34}\\-3x_{34}\\x_{34}\end{pmatrix}}\neq {\begin{pmatrix}0\\0\\0\\0\end{pmatrix}}.}
Assim, a fim de satisfazer as condições (3) e (4), devemos ter {\displaystyle x_{34}=0} e {\displaystyle x_{33}\neq 0}. Nenhuma restrição é imposta sobre {\displaystyle x_{31}} e {\displaystyle x_{32}}. Escolhendo {\displaystyle x_{31}=x_{32}=x_{34}=0,x_{33}=1}, obtemos
{\displaystyle \mathbf {x} _{3}={\begin{pmatrix}0\\0\\1\\0\end{pmatrix}}}
como um autovetor generalizado de posto 3 correspondente a {\displaystyle \lambda _{1}=5}. Note que é possível obter infinitos outros autovetores generalizados de posto 3 escolhendo diferentes valores de {\displaystyle x_{31}}, {\displaystyle x_{32}} e {\displaystyle x_{33}}, com {\displaystyle x_{33}\neq 0}. Nossa primeira escolha, contudo, é a mais simples.
Agora usando as equações (1), obtemos {\displaystyle \mathbf {x} _{2}} e {\displaystyle \mathbf {x} _{1}} como autovetores generalizados de postos 2 e 1 respectivamente,onde
{\displaystyle \mathbf {x} _{2}=(A-5I)\mathbf {x} _{3}={\begin{pmatrix}-2\\2\\0\\0\end{pmatrix}},}
e
{\displaystyle \mathbf {x} _{1}=(A-5I)\mathbf {x} _{2}={\begin{pmatrix}2\\0\\0\\0\end{pmatrix}}.}
O autovalor simples {\displaystyle \lambda _{2}=4} pode ser tratado usando técnicas padrão e tem um autovetor ordinário
{\displaystyle \mathbf {y} _{1}={\begin{pmatrix}-14\\4\\-3\\1\end{pmatrix}}.}
Uma base canônica para {\displaystyle A} é
{\displaystyle \left\{\mathbf {x} _{3},\mathbf {x} _{2},\mathbf {x} _{1},\mathbf {y} _{1}\right\}=\left\{{\begin{pmatrix}0\\0\\1\\0\end{pmatrix}}{\begin{pmatrix}-2\\2\\0\\0\end{pmatrix}}{\begin{pmatrix}2\\0\\0\\0\end{pmatrix}}{\begin{pmatrix}-14\\4\\-3\\1\end{pmatrix}}\right\}.}
{\displaystyle \mathbf {x} _{1},\mathbf {x} _{2}} e {\displaystyle \mathbf {x} _{3}} são autovetores generalizados associados com {\displaystyle \lambda _{1}}.  
{\displaystyle \mathbf {y} _{1}} é o autovetor ordinário associado com {\displaystyle \lambda _{2}}.
Deve ser notado que este é um exemplo simples. Em geral, os números {\displaystyle \rho _{k}} de autovetores generalizados linearmente independentes de posto k não serão sempre iguais. Isto é, pode haver diversas cadeias de comprimentos diferentes correspondentes a um particular autovalor.

## Matriz modal generalizada
Seja {\displaystyle A} uma matriz n × n. Uma matriz modal generalizada {\displaystyle M} para {\displaystyle A} é uma matriz n × n cujas colunas, consideradas como vetores, forma uma base canônica para {\displaystyle A} e aparece em {\displaystyle M} de acordo com as seguintes regras:
- Todas as cadeias de Jordan consistindo de um vetor (isto, um vetor no comprimento) aparece nas primeiras colunas de {\displaystyle M}.
- Todos os vetores de uma cadeia aparecem juntos em colunas adjacentes de {\displaystyle M}.
- Cada cadeia aparece em {\displaystyle M} na ordem de posto crescente (isto é, o autovetor generalizado de posto 1 aparece antes do autovetor generalizado de posto 2 da mesma cadeia, que aparece antes do autovetor generalizado de posto 3 da mesma cadeia, etc.).[25]

## Forma canônica de Jordan

Um exemplo de uma matriz na forma canônica de Jordan. Os blocos cinza são chamados de blocos de Jordan.

Seja {\displaystyle V} um espaço vetorial n-dimensional; seja {\displaystyle \phi } um mapeamento linear em L(V), o conjunto de todos os mapeamentos lineares de {\displaystyle V} nele mesmo; e seja {\displaystyle A} a representação matricial de {\displaystyle \phi } em relação a alguma base ordenada. Pode ser mostrado que se o polinômio característico {\displaystyle f(\lambda )} de {\displaystyle A} é fatorado em fatores lineares, tal que {\displaystyle f(\lambda )} tem a forma
{\displaystyle f(\lambda )=\pm (\lambda -\lambda _{1})^{\mu _{1}}(\lambda -\lambda _{2})^{\mu _{2}}\cdots (\lambda -\lambda _{r})^{\mu _{r}},}
onde {\displaystyle \lambda _{1},\lambda _{2},\ldots ,\lambda _{r}} são os distintos autovalores de {\displaystyle A}, então cada {\displaystyle \mu _{i}} é a multiplicidade algébrica de seu correspondente autovalor {\displaystyle \lambda _{i}} e {\displaystyle A} é similar a uma matriz {\displaystyle J} na forma canônica de Jordan, onde cada {\displaystyle \lambda _{i}} aparece {\displaystyle \mu _{i}} vezes consecutivas na diagonal principal, e cada componente acima de cada {\displaystyle \lambda _{i}} (isto é, na superdiagonal) tem valor 0 ou 1; o elemento acima da primeira ocorrência de cada {\displaystyle \lambda _{i}} é sempre 0. Todos os outros elementos são zero. Se {\displaystyle A} é diagonalizável, então todos os elementos acima da diagonal são zero. Note que alguns livros-texto tem os uns na subdiagonal, isto é, imediatamente abaixo da diagonal principal ao invés de na superdiagonal. Os autovalores estão ainda na diagonal principal.
Toda matriz n × n {\displaystyle A} é similar a uma matriz {\displaystyle J} na forma canônica de Jordan, obtida através da transformação similar {\displaystyle J=M^{-1}AM}, onde {\displaystyle M} é uma matriz modal generalizada para {\displaystyle A}. (ver Nota acima.)

### Exemplo 4
Determinar a matriz na forma canônica de Jordan que é similar a
{\displaystyle A={\begin{pmatrix}0&4&2\\-3&8&3\\4&-8&-2\end{pmatrix}}.}
Solução: A equação característica de {\displaystyle A} é {\displaystyle (\lambda -2)^{3}=0}, e então {\displaystyle \lambda =2} é um autovalor de multiplicidade algébrica três. Seguindo o procedimento das seções precedentes temos
{\displaystyle posto(A-2I)=1}
e
{\displaystyle posto(A-2I)^{2}=0=n-\mu .}
Assim, {\displaystyle \rho _{2}=1} e {\displaystyle \rho _{1}=2}, que implica que a base canônica para {\displaystyle A} contém um autovetor generalizado linearmente independente de posto 2 e dois autovetores generalizados linearmente independentes de posto 1, ou equivalentemente, uma cadeia de dois vetores {\displaystyle \left\{\mathbf {x} _{2},\mathbf {x} _{1}\right\}} e uma cadeia de um vetor {\displaystyle \left\{\mathbf {y} _{1}\right\}}. Designando {\displaystyle M={\begin{pmatrix}\mathbf {y} _{1}&\mathbf {x} _{1}&\mathbf {x} _{2}\end{pmatrix}}}, temos
{\displaystyle M={\begin{pmatrix}2&2&0\\1&3&0\\0&-4&1\end{pmatrix}},}
e
{\displaystyle J={\begin{pmatrix}2&0&0\\0&2&1\\0&0&2\end{pmatrix}},}
onde {\displaystyle M} é uma matriz modal generalizada para {\displaystyle A}, as colunas de {\displaystyle M} são uma base canônica para {\displaystyle A}, e {\displaystyle AM=MJ}. Note que desde que autovetores generalizados não são únicos, e desde que algumas das colunas de ambos {\displaystyle M} e {\displaystyle J} podem ser intercambiadas, segue que ambos {\displaystyle M} e {\displaystyle J} não são únicos.

### Exemplo 5
No Exemplo 3 encontramos uma base canônica de autovetores generalizados linearmente independentes para uma matriz {\displaystyle A}. Uma matriz modal generalizada para {\displaystyle A} é
{\displaystyle M={\begin{pmatrix}\mathbf {y} _{1}&\mathbf {x} _{1}&\mathbf {x} _{2}&\mathbf {x} _{3}\end{pmatrix}}={\begin{pmatrix}-14&2&-2&0\\4&0&2&0\\-3&0&0&1\\1&0&0&0\end{pmatrix}}.}
Uma matriz na forma canônica de Jordan, similar a {\displaystyle A} é
{\displaystyle J={\begin{pmatrix}4&0&0&0\\0&5&1&0\\0&0&5&1\\0&0&0&5\end{pmatrix}},}
tal que {\displaystyle AM=MJ}.

## Aplicações

### Funções matriciais
Três das mais fundamentais operações que podem ser aplicadas sobre matrizes quadradas são adição, multiplicação por um escalar e multiplicação de matrizes. Estas são exatamente as operações necessárias para definir uma função polinomial de uma matriz n × n {\displaystyle A}. Relembrando do cálculo básico que muitas funções podem ser expressas em uma série de Taylor, podemos definir de forma mais geral funções matriciais de forma mais simples. Se {\displaystyle A} é diagonalizável, isto é
{\displaystyle D=M^{-1}AM,}
com
{\displaystyle D={\begin{pmatrix}\lambda _{1}&0&\cdots &0\\0&\lambda _{2}&\cdots &0\\\vdots &\vdots &\ddots &\vdots \\0&0&\cdots &\lambda _{n}\end{pmatrix}},}
então
{\displaystyle D^{k}={\begin{pmatrix}\lambda _{1}^{k}&0&\cdots &0\\0&\lambda _{2}^{k}&\cdots &0\\\vdots &\vdots &\ddots &\vdots \\0&0&\cdots &\lambda _{n}^{k}\end{pmatrix}}}
e a determinação da série de Taylor para funções de {\displaystyle A} é significativamente simplificada. Por exemplo, para obter qualquer potência k de {\displaystyle A}, basta calcular {\displaystyle D^{k}}, premultiplicar {\displaystyle D^{k}} por {\displaystyle M}, e posmultiplicar o resultado por {\displaystyle M^{-1}}.
Usandoautovetores generalizados podemos obter a forma canônica de Jordan para {\displaystyle A} e estes resultados podem ser generalizados para um método direto para determinação de funções de matrizes não diagonalisáveis.

### Equações diferenciais
Considere o problema de resolver o sistema linear de equações diferencias ordinárias

| {\displaystyle \mathbf {x} '=A\mathbf {x} ,} | \| \| \| \| \| \| \| \| | (5) |
|                                              |                         |     |
|                                              |                         |     |
onde
{\displaystyle \mathbf {x} ={\begin{pmatrix}x_{1}(t)\\x_{2}(t)\\\vdots \\x_{n}(t)\end{pmatrix}},\quad \mathbf {x} '={\begin{pmatrix}x_{1}'(t)\\x_{2}'(t)\\\vdots \\x_{n}'(t)\end{pmatrix}},}      e      {\displaystyle A=(a_{ij}).}
Se a matriz {\displaystyle A} é uma matriz diagonal tal que {\displaystyle a_{ij}=0} para {\displaystyle i\neq j}, então o sistema (5) reduz-se a um sistema de n equações na forma

| {\displaystyle x_{1}'=a_{11}x_{1}} {\displaystyle x_{2}'=a_{22}x_{2}} {\displaystyle \vdots } {\displaystyle x_{n}'=a_{nn}x_{n}.} | \| \| \| \| \| \| \| \| | (6) |
| |                         |     |
| |                         |     |
Neste caso, a solução geral é dada por
{\displaystyle x_{1}=k_{1}e^{a_{11}t}}
{\displaystyle x_{2}=k_{2}e^{a_{22}t}}
{\displaystyle \vdots }
{\displaystyle x_{n}=k_{n}e^{a_{nn}t}.}
No caso geral, tenta-se diagonalizar {\displaystyle A} e reduzir (5) para um sistema (6) como a seguir. Se {\displaystyle A} é diagonalizável, então tem-se que {\displaystyle D=M^{-1}AM}, onde {\displaystyle M} é a matriz modal de {\displaystyle A}.  Substituindo a equação {\displaystyle A=MDM^{-1}}, (5) toma a forma {\displaystyle M^{-1}\mathbf {x} '=D(M^{-1}\mathbf {x} )}, ou

| {\displaystyle \mathbf {y} '=D\mathbf {y} ,} | \| \| \| \| \| \| \| \| | (7) |
|                                              |                         |     |
|                                              |                         |     |
onde

| {\displaystyle \mathbf {x} =M\mathbf {y} .} | \| \| \| \| \| \| \| \| | (8) |
|                                             |                         |     |
|                                             |                         |     |
A solução de (7) é dada por
{\displaystyle y_{1}=k_{1}e^{\lambda _{1}t}}
{\displaystyle y_{2}=k_{2}e^{\lambda _{2}t}}
{\displaystyle \vdots }
{\displaystyle y_{n}=k_{n}e^{\lambda _{n}t}.}
A solução {\displaystyle \mathbf {x} } de (5) é obtida usando a relação (8).
Por outro lado, se {\displaystyle A} não é diagonalizável, escolhe-se para {\displaystyle M} uma matriz modal generalizada de {\displaystyle A}, tal que {\displaystyle J=M^{-1}AM} é a forma canônica de Jordan normal of {\displaystyle A}.  O sistema {\displaystyle \mathbf {y} '=J\mathbf {y} } possui a forma

| {\displaystyle {\begin{aligned}y_{1}'&=\lambda _{1}y_{1}+\epsilon _{1}y_{2}\\&\vdots \\y_{n-1}'&=\lambda _{n-1}y_{n-1}+\epsilon _{n-1}y_{n}\\y_{n}'&=\lambda _{n}y_{n},\end{aligned}}} | \| \| \| \| \| \| \| \| | (9) |
| |                         |     |
| |                         |     |
onde  {\displaystyle \lambda _{i}} são os autovalores da diagonal principal de {\displaystyle J} e {\displaystyle \epsilon _{i}} são os uns e zeros da superdiagonal de {\displaystyle J}.  O sistema (9) normalmente é de resolução mais fácil que (5).  Podemos então solucionar (9) para {\displaystyle y_{n}}, obtendo {\displaystyle y_{n}=k_{n}e^{\lambda _{n}t}}.  Substituímos então essa solução por {\displaystyle y_{n}} na penúltima equação em (9) e resolvemos para {\displaystyle y_{n-1}}.  Continuando dessa forma resolvemos (9) da última para a primeira equação, resolvendo o sistema inteiro para {\displaystyle \mathbf {y} }.  A solução {\displaystyle \mathbf {x} } é obtida então usando (8).